# Phase 3 de l'univers cinématographique Marvel
 Pour plus de détails, voir Fiche technique et Distribution
La phase 3 de l'univers cinématographique Marvel (MCU) est une série de films de super -héros américains produits par Marvel Studios basés sur des personnages qui apparaissent dans les publications de Marvel Comics. La phase a débuté en 2016 avec la sortie de Captain America: Civil War et s'est conclue en 2019 avec la sortie de Spider-Man: Far From Home. Il comprend les films crossover : Avengers: Infinity War (2018) et sa suite Avengers: Endgame (2019). Kevin Feige a produit tous les films de la phase, aux côtés d' Amy Pascal pour Spider-Man: Homecoming et Spider-Man: Far From Home, et de Stephen Broussard pour Ant-Man et la Guêpe. Les onze films de la phase ont rapporté plus de 13,5 milliards de dollars au box-office mondial et ont reçu une réponse critique et publique généralement positive. Avengers: Endgame est devenu le film le plus rentable de tous les temps.
Chris Evans et Tom Holland sont apparus le plus souvent dans la phase, chacun jouant ou faisant des apparitions dans cinq des films de la phase 3. Marvel Studios a également créé trois courts métrages fictifs centrés sur Thor, tandis que chacun des longs métrages a reçu des bandes dessinées liées.
La troisième phase, ainsi que la première phase et la seconde phase, constituent La Saga de l'Infini (The Infinity Saga en anglais), qu'elle clôt. Elle est suivie par la quatrième phase qui débute le second arc narratif, intitulé La Saga du Multivers (The Multiverse Saga en version originale).

## Développement
Le 28 octobre 2014, le président de Marvel Studios, Kevin Feige, a annoncé la liste complète des films que le studio prévoyait de sortir dans le cadre de la phase trois de l'univers cinématographique Marvel (MCU) : Captain America: Civil War (2016), Doctor Strange (2016 ), Les Gardiens de la Galaxie Vol. 2 (2017), Thor : Ragnarok (2017), Black Panther (2018), Captain Marvel (2018) et Inhumans (2018), ainsi que Avengers: Infinity War - Part 1 (2018) et Avengers: Infinity War - Part 2 (2019). Feige a fait cette annonce au théâtre El Capitan à Hollywood, lors d'un événement qui a établi des comparaisons avec la conférence mondiale des développeurs d'Apple. Feige a expliqué que le studio avait voulu annoncer tous les titres au San Diego Comic-Con 2014, mais « les choses n'étaient pas définies » pour l'ardoise à ce moment-là, donc l'événement unique a été utilisé à la place une fois tous les films pourrait être confirmé. Marvel Studios n'avait jamais organisé d'événement solo comme celui-ci auparavant, et Feige avait prévu qu'il se produirait début août ou mi-septembre avant que la date d'octobre ne soit fixée.
À la suite du piratage de Sony Pictures en 2014, il a été révélé que Sony et Marvel avaient des conversations sur le partage potentiel de Spider-Man. Marvel voulait introduire une nouvelle version de Spider-Man dans Captain America: Civil War, puis continuer à travailler avec les Avengers à l'avenir, tout en permettant à Sony de garder le contrôle créatif et de l'utiliser dans leurs propres films et spin-offs potentiels de Spider-Man, avec le potentiel d'utiliser éventuellement certains des personnages de Marvel. Le 9 février 2015, Marvel a publié un article sur son site officiel annonçant un accord avec Sony Pictures pour permettre à Spider-Man d'apparaître dans le MCU. En juin, il a été révélé que Tom Holland allait jouer le rôle de Peter Parker / Spider-Man et devait apparaître dans Civil War ainsi que dans le prochain film de Sony Spider-Man, qui deviendrait Spider-Man: Homecoming (2017). L'ajout de Homecoming ainsi que Ant-Man et la Guêpe (2018) à la liste de la phase trois a entraîné des changements de date pour Ragnarok (plus tard en 2017), Black Panther (2018) et Captain Marvel (2019). Inhumans a été retiré du calendrier de sortie, bien qu'il n'ait pas été purement et simplement annulé. En novembre 2016, Feige a déclaré que « les Inhumains arriveront à coup sûr. Je ne sais pas quand. Je pense que ça se passe à la télévision. Et je pense que lorsque nous entrons dans la phase 4, comme je l'ai toujours dit, cela pourrait se produire sous forme de film. ». Peu de temps après, Marvel Television et IMAX Corporation ont annoncé la série télévisée de huit épisodes Inhumans, qui sera produite avec ABC Studios et diffusée sur ABC ; Marvel Studios a décidé que les personnages étaient mieux adaptés à la télévision, plutôt que d'essayer d'adapter plusieurs films potentiels de franchise Inhumans autour de la liste de films existante du studio. La série Inhumans n'était pas destinée à être une refonte du film prévu.
En juillet 2016, Avengers: Infinity War - Part 1 a été rebaptisé Avengers: Infinity War, tandis que la partie 2 est restée sans titre jusqu'à la sortie de la première bande-annonce le 7 décembre 2018, lorsqu'il a été révélé qu'il s'agissait d'Avengers: Endgame. Après la révélation du titre, Feige a déclaré que le retenir pendant si longtemps s'était retourné contre le studio en raison des attentes élevées que les fans avaient fixées pour la révélation. Malgré cela, Feige a maintenu la décision en raison de la façon dont la révélation d'Infinity War et Endgame avant la sortie de Avengers : L'Ère d'Ultron (2015) avait détourné l'attention de ce film. Civil War, Infinity War et Endgame ont été réalisés par Anthony et Joe Russo et écrits par Christopher Markus et Stephen McFeely. Il y a eu une grande collaboration entre eux et les autres réalisateurs et scénaristes de la phase trois pour s'assurer que « tout est en ordre » pour le « point culminant » du MCU dans Avengers: Infinity War et Avengers: Endgame. Peyton Reed, réalisateur d'Ant-Man et Ant-Man et la Guêpe, a estimé que la relation et la collaboration entre les réalisateurs de la phase trois étaient « probablement ce que cette génération aura de plus proche d'un système de studio des années 1930 ou 1940 où vous êtes tous sur le terrain et vous travaillez tous sur des choses différentes. ».

## Films
| Films                             | Date de sortie aux États-Unis | Réalisateur(s)           | Scénariste(s)                                                                                      | Producteur(s)                     |
| --------------------------------- | ----------------------------- | ------------------------ | -------------------------------------------------------------------------------------------------- | --------------------------------- |
| Captain America: Civil War        | 5 juin 2016                   | Anthony et Joe Russo     | Christopher Markus et Stephen McFeely                                                              | Kevin Feige                       |
| Doctor Strange                    | 26 octobre 2016               | Scott Derrickson         | Jon Spaihts, Scott Derrickson et C. Robert Cargill                                                 | Kevin Feige                       |
| Les Gardiens de la Galaxie Vol. 2 | 5 mai 2017                    | James Gunn               | James Gunn                                                                                         | Kevin Feige                       |
| Spider-Man: Homecoming            | 7 juillet 2017                | Jon Watts                | Jonathan Goldstein, John Francis Daley, Jon Watts, Christopher Ford, Chris McKenna et Erik Sommers | Kevin Feige et Amy Pascal         |
| Thor : Ragnarok                   | 3 novembre 2017               | Taika Waititi            | Eric Pearson, Craig Kyle et Christopher L. Yost ,                                                  | Kevin Feige                       |
| Black Panther                     | 16 février 2018               | Ryan Coogler             | Ryan Coogler et Joe Robert Cole,                                                                   | Kevin Feige                       |
| Avengers: Infinity War            | 27 avril 2018                 | Anthony et Joe Russo     | Christopher Markus et Stephen McFeely                                                              | Kevin Feige                       |
| Ant-Man et la Guêpe               | 6 juillet 2018                | Peyton Reed              | Chris McKenna, Erik Sommers, Paul Rudd, Andrew Barrer et Gabriel Ferrari                           | Kevin Feige et Stéphane Broussard |
| Captain Marvel                    | 8 mars 2019                   | Anna Boden et Ryan Fleck | Anna Boden, Ryan Fleck, Genève Robertson-Dworet                                                    | Kevin Feige                       |
| Avengers: Endgame                 | 26 avril 2019                 | Anthony et Joe Russo     | Christopher Markus et Stephen McFeely                                                              | Kevin Feige                       |
| Spider-Man: Far From Home         | 2 juillet 2019                | Jon Watts                | Chris McKenna et Erik Sommers                                                                      | Kevin Feige et Amy Pascal         |

### Captain America: Civil War(2016)
Pour plus de détails, voir Fiche technique et Distribution.

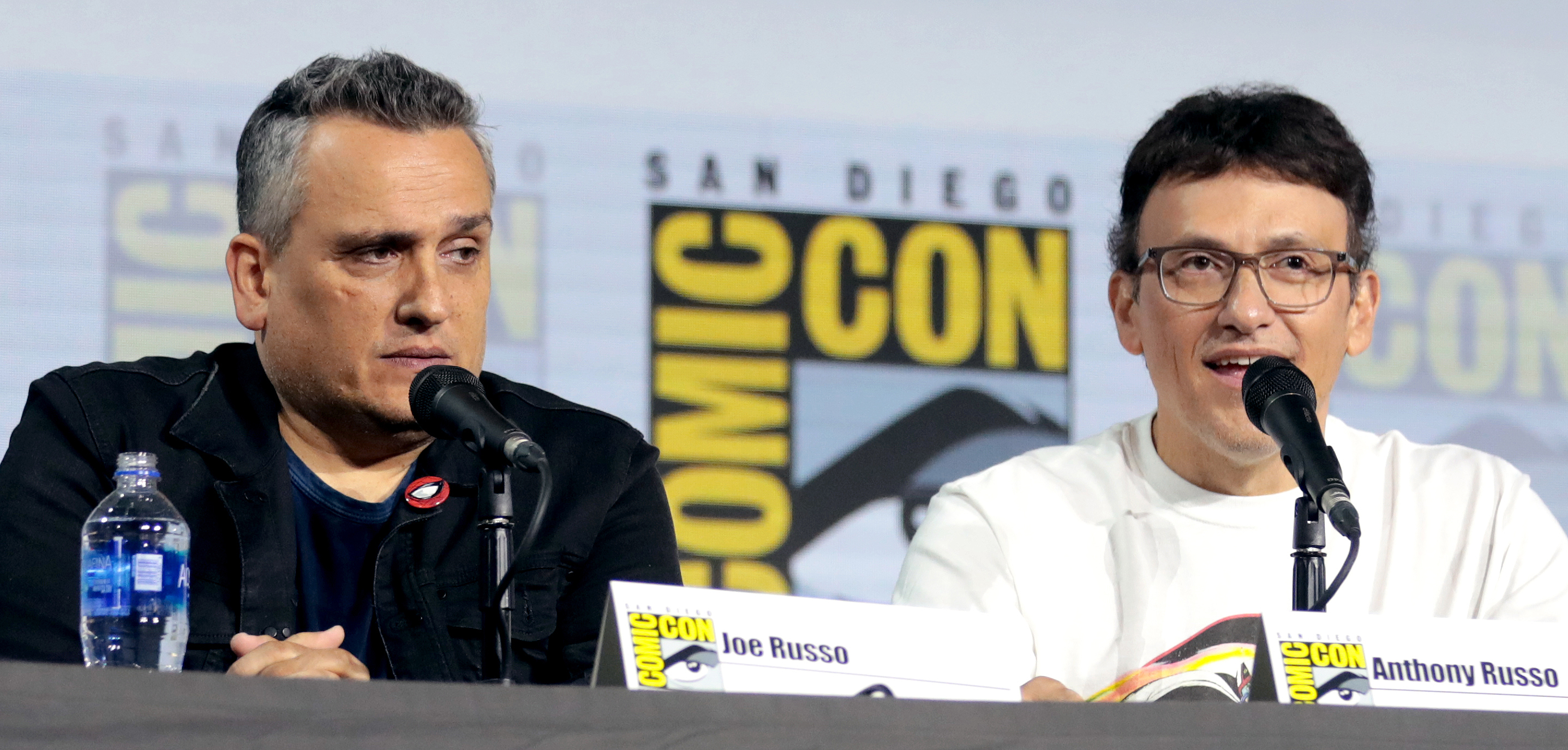
Anthony et Joe Russo, réalisateurs de Captain America : Le soldat de l'hiver, Captain America : Civil War, Avengers : Infinity War et Avengers : Endgame

Les Avengers se divisent en deux équipes opposées, l'une dirigée par Steve Rogers et l'autre par Tony Stark, après que d'importants dommages collatéraux aient incité les politiciens à adopter une loi réglementant l'activité surhumaine avec la surveillance et la responsabilité du gouvernement pour les Avengers tout en faisant face à un nouvel ennemi, Helmut. Zemo, qui cherche à se venger des Avengers.
En janvier 2014, Anthony et Joe Russo s'étaient engagés à revenir pour diriger un troisième épisode de Captain America, qu'ils ont confirmé en mars 2014, Chris Evans revenant en tant que Captain America, Kevin Feige revenant à la production et Christopher Markus et Stephen McFeely écrivant le scénario. En octobre 2014, le titre a été officiellement annoncé sous le nom de Captain America: Civil War avec la révélation que Robert Downey Jr. apparaîtrait dans le film en tant que Tony Stark / Iron Man. Le film est une adaptation du scénario Civil War dans les bandes dessinées. C'est aussi le premier film de la troisième phase. Le tournage a commencé en avril 2015 aux Pinewood Atlanta Studios, et s'est terminé en août 2015. Captain America: Civil War a eu sa première à Hollywood le 12 avril 2016, est sorti à l'international à partir du 27 avril et est sorti le 6 mai aux États-Unis.
Le film se déroule un an après les événements d'Avengers : L'Ère d'Ultron en 2015. Captain America: Civil War présente Tom Holland en tant que Peter Parker / Spider-Man et Chadwick Boseman en tant que T'Challa / Black Panther au MCU, qui apparaissent dans des films solo en 2017 et 2018, respectivement. William Hurt reprend son rôle de Thunderbolt Ross de The Incredible Hulk de 2008 et est maintenant secrétaire d'État américain. Pour la scène de mi-crédits, dans laquelle T'Challa offre à Steve Rogers et Bucky Barnes l'asile à Wakanda, Joe et Anthony Russo ont reçu l'avis du réalisateur de Black Panther, Ryan Coogler, sur l'apparence et le design de Wakanda.

### Doctor Strange(2016)
Pour plus de détails, voir Fiche technique et Distribution.
Après que Stephen Strange, le meilleur neurochirurgien du monde, soit impliqué dans un accident de voiture qui ruine sa carrière, il se lance dans un voyage de guérison, où il rencontre l'Ancien, qui enseigne à Strange l'utilisation des Arts Mystiques et à défendre la Terre contre menaces mystiques.
En juin 2010, Thomas Dean Donnelly et Joshua Oppenheimer ont été embauchés pour écrire le scénario d'un film mettant en vedette le personnage de Doctor Strange. En janvier 2013, Feige a confirmé que Doctor Strange ferait partie de leur liste de films de phase trois. En juin 2014, Scott Derrickson a été embauché pour diriger. En décembre 2014, Benedict Cumberbatch a été choisi pour le rôle éponyme et Jon Spaihts a été confirmé pour réécrire le scénario. En décembre 2015, C. Robert Cargill a révélé qu'il était co-scénariste du film, et en avril suivant, a révélé que Derrickson avait également écrit le scénario. La pré-production a commencé en juin 2014, avec un tournage commençant en novembre 2015 au Népal, avant de passer aux Longcross Studios au Royaume-Uni plus tard dans le mois. Le tournage s'est terminé à New York en avril 2016. Doctor Strange a eu sa première à Hong Kong le 13 octobre 2016 et est sorti au Royaume-Uni le 25 octobre 2016 et le 4 novembre aux États-Unis.
Derrickson a déclaré que les événements du film prennent « environ » un an, se terminant « à jour avec le reste du MCU ». Doctor Strange présente l'Œil d'Agamotto, une relique mystique qui peut manipuler le temps et se révèle être une Pierre d'Infinité à la fin du film, spécifiquement la Pierre du Temps. La scène de mi-crédits du film présente une apparition de Chris Hemsworth dans le rôle de Thor, rencontrant Strange, qui était une séquence de Thor: Ragnarok. La scène a été réalisée par le réalisateur de Ragnarok, Taika Waititi .

### Les Gardiens de la Galaxie Vol. 2(2017)
Pour plus de détails, voir Fiche technique et Distribution.

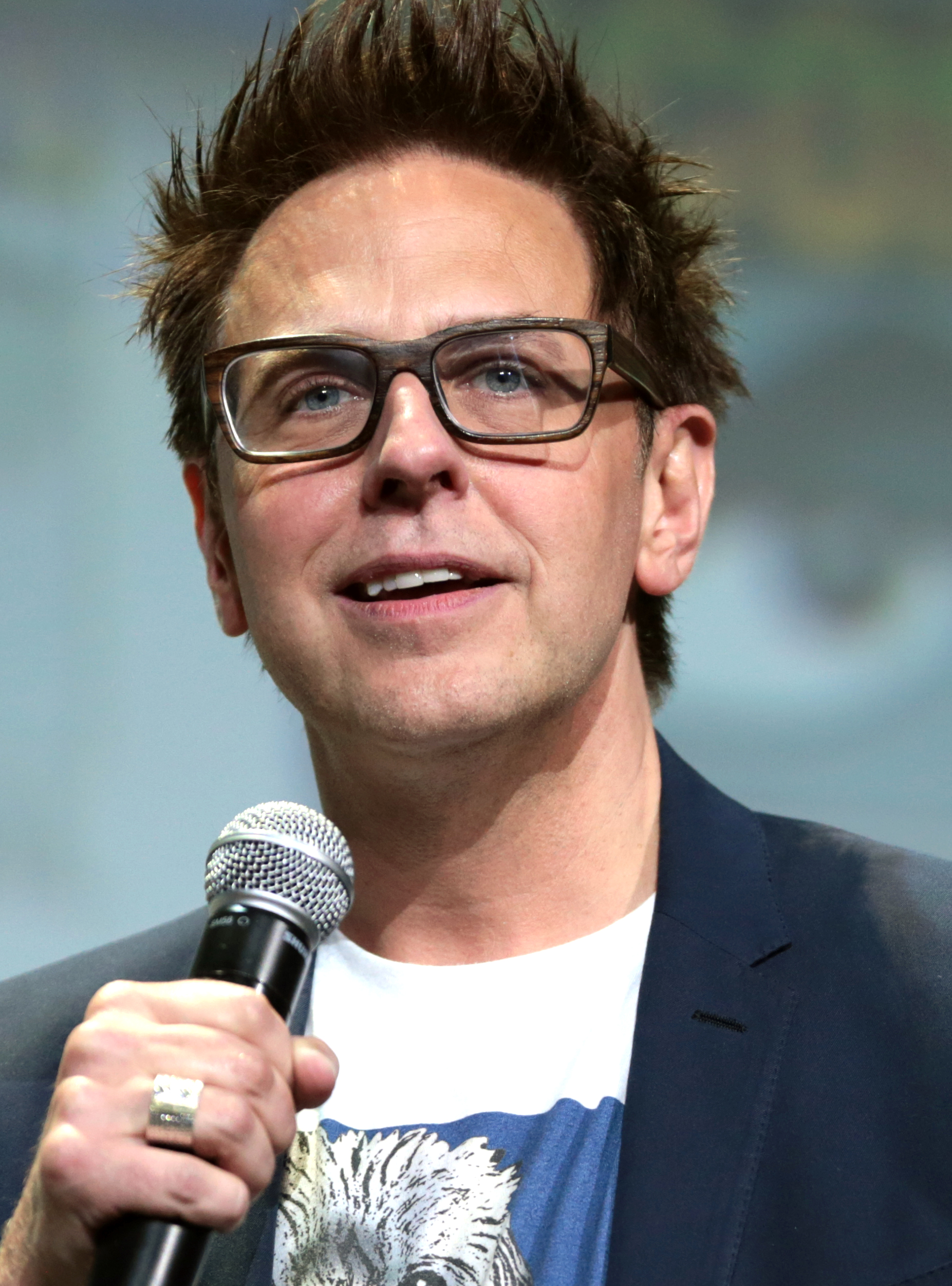
James Gunn, réalisateur des films Les Gardiens de la Galaxie

Les Gardiens de la Galaxie voyagent à travers le cosmos et luttent pour garder leur nouvelle famille unie tout en aidant Peter Quill à en savoir plus sur sa véritable filiation et face à de nouveaux ennemis.
En juillet 2014, la co-scénariste des Gardiens de la Galaxie, Nicole Perlman, a confirmé que James Gunn reviendrait pour écrire et diriger la suite. Chris Pratt revient pour la suite en tant que Peter Quill / Star-Lord, avec les autres Gardiens du premier film ainsi que des acteurs supplémentaires. Ils sont rejoints par Pom Klementieff en tant que Mantis, et Kurt Russell en tant qu'Ego. En juin 2015, le titre du film a été révélé sous le nom de Guardians of the Galaxie Vol. 2 (Les Gardiens de la Galaxie Vol 2 en français). Le tournage a commencé en février 2016 aux Pinewood Atlanta Studios, et s'est terminé en juin 2016. Les Gardiens de la Galaxie Vol. 2 a été créé à Tokyo le 10 avril 2017, et est sorti le 5 mai 2017.
Le film se déroule deux à trois mois après les événements des Gardiens de la Galaxie, en 2014. L'une des séquences post-crédit du film fait allusion à l'introduction d'Adam Warlock, après que Gunn ait initialement prévu que Warlock fasse une apparition complète dans le Vol. 2. Il a noté que Warlock pourrait apparaître dans les futurs films des Gardiens, et est considéré comme « une partie assez importante » du côté cosmique de l'univers cinématographique Marvel. Le Grand Maître, incarné par Jeff Goldblum, est vu danser dans le générique de fin, avant son apparition dans Thor : Ragnarok.

### Spider-Man: Homecoming(2017)
Pour plus de détails, voir Fiche technique et Distribution.
Peter Parker essaie d'équilibrer le fait d'être le héros Spider-Man avec sa vie de lycée sous la direction de Tony Stark alors qu'il fait face à la menace du vautour.
Le 9 février 2015, Sony Pictures et Marvel ont annoncé que Sony sortirait un film Spider-Man coproduit par le président de Marvel Studios Feige et Amy Pascal, Sony Pictures continuant à posséder, financer, distribuer et avoir le contrôle créatif final de les films de Spider-Man. En avril 2015, Feige a confirmé que le personnage serait Peter Parker et a ajouté que Marvel travaillait pour ajouter Spider-Man au MCU depuis au moins octobre 2014, lorsqu'ils ont annoncé leur liste complète de films de la phase trois, en disant: « Marvel ne fait pas Je n'annonce rien officiellement tant que ce n'est pas gravé dans le marbre. Nous sommes donc allés de l'avant avec ce plan A en octobre, le plan B étant, si l'accord devait se produire avec Sony, comment tout cela changerait. Nous avons pensé [au film Spider-Man] aussi longtemps que nous avons pensé à la phase trois. ». En juin 2015, Tom Holland a été choisi pour le rôle de Spider-Man et Jon Watts a été embauché pour réaliser le film, et le mois suivant, John Francis Daley et Jonathan Goldstein ont été embauchés pour écrire le scénario. Les scénaristes supplémentaires incluent Watts et Christopher Ford, ainsi que Chris McKenna et Erik Sommers. En avril 2016, le titre s'est révélé être Spider-Man: Homecoming. La production a commencé en juin 2016 aux Pinewood Atlanta Studios, et s'est terminée en octobre 2016. Spider-Man: Homecoming a été créé le 28 juin 2017 à Hollywood et est sorti au Royaume-Uni le 5 juillet et aux États-Unis le 7 juillet 2017.
Le film se déroule plusieurs mois après les événements de Captain America: Civil War, quatre ans après les événements d'Avengers de 2012. En avril 2016, Feige a confirmé que les personnages des films MCU précédents apparaîtraient dans le film, avec Robert Downey Jr. confirmé pour reprendre son rôle de Tony Stark / Iron Man peu de temps après. Jon Favreau, Gwyneth Paltrow et Evans reprennent également leurs rôles de Happy Hogan, Pepper Potts, et Steve Rogers / Captain America, respectivement. L'équipe de nettoyage Damage control apparaît dans le film (après avoir été référencée dans Iron Man en 2008 et dans la série télévisée Agents of SHIELD ) avant Damage control. Diverses armes et artefacts des films précédents sont référencés tout au long du film que Toomes et son équipe réutilisent pour leurs armes. Au lycée de Parker, une de ses classes a une leçon sur les Accords de Sokovie, et des portraits de Bruce Banner, Howard Stark et Abraham Erskine sont vus dans l'école.

### Thor: Ragnarok(2017)
Pour plus de détails, voir Fiche technique et Distribution.
Thor, piégé dans un autre monde sans Mjolnir, doit survivre à un duel de gladiateurs contre Hulk et retourner à Asgard à temps pour arrêter le méchant Hela et le Ragnarök imminent.
En janvier 2014, Marvel a annoncé qu'un troisième film de Thor était en développement, avec Craig Kyle et Christopher L. Yost écrivant le scénario, et a été officiellement annoncé sous le nom de Thor : Ragnarok en octobre 2014.
En octobre 2015, Taika Waititi a entamé des négociations pour diriger Thor : Ragnarok.
En décembre 2015, Stephany Folsom a été embauchée pour réécrire le scénario. Un an plus tard, en janvier 2017, il a été révélé qu'Eric Pearson avait écrit le scénario, Kyle, Yost et Folsom recevant le crédit de l'histoire. Pearson, Kyle et Yost recevraient finalement un crédit de scénarisation pour le film. Hemsworth, Tom Hiddleston, Idris Elba et Anthony Hopkins reprennent leurs rôles de Thor, Loki, Heimdall et Odin, respectivement, et sont rejoints par Cate Blanchett dans le rôle d' Hela.
La production a commencé en juillet 2016 en Australie dans les studios Village Roadshow, et s'est terminée fin octobre 2016. Thor: Ragnarok a été créé à Los Angeles le 10 octobre 2017, a commencé sa sortie internationale le 24 octobre 2017 au Royaume-Uni, et est sorti le 3 novembre 2017 aux États-Unis.
Le film se déroule quatre ans après les événements de Thor : Le monde des ténèbres de 2013, deux ans après les événements de Avengers : L'ère d'Ultron, et à peu près à la même période que Captain America: Civil War et Spider-Man: Homecoming.
Le producteur Brad Winderbaum a noté que « les choses se superposent maintenant dans la phase trois. Ils ne sont pas aussi imbriqués qu'ils l'étaient dans la phase un. ». Mark Ruffalo et Benedict Cumberbatch apparaissent dans le film en tant que Bruce Banner / Hulk et Doctor Stephen Strange, respectivement. Le film révèle que le gant de l'infini vu pour la première fois dans le coffre-fort d'Odin en 2011 Thor était un faux, tout en présentant également le navire Sanctuary II de Thanos dans une scène post-crédits.

### Black Panther (2018)
Pour plus de détails, voir Fiche technique et Distribution.

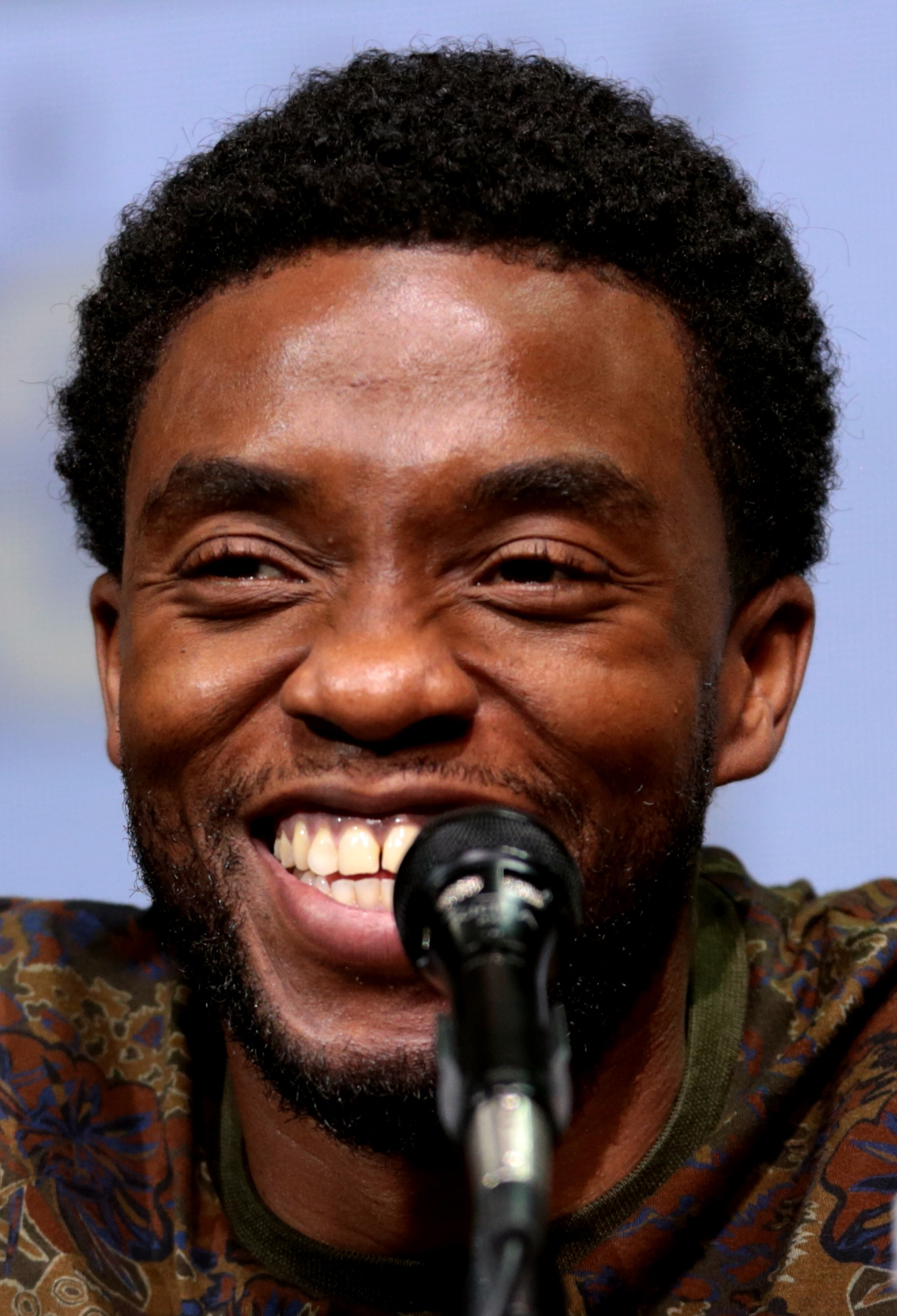
Chadwick A. Boseman au Comic-Con de San Diego

T'Challa rentre chez lui en tant que souverain de la nation de Wakanda pour découvrir son double rôle de roi et de protecteur remis en question par un adversaire de longue date dans un conflit aux conséquences mondiales.
Le réalisateur de documentaires Mark Bailey a été embauché pour écrire un scénario pour Black Panther en janvier 2011.
En octobre 2014, le film a été annoncé et Chadwick Boseman s'est révélé incarner T'Challa / Black Panther.
En janvier 2016, Ryan Coogler a été annoncé comme réalisateur .
En avril 2016, Feige a confirmé que Coogler était co-scénariste.
Le tournage a commencé en janvier 2017 aux studios EUE/Screen Gems à Atlanta, et s'est terminé en avril 2017. Black Panther a été créé à Los Angeles le 29 janvier 2018  et a commencé sa sortie internationale le 13 février 2018  et est sorti le 16 février 2018 aux États-Unis. Le film a également eu une « sortie transnationale » en Afrique, une première pour un film de Disney.
Le film se déroule une semaine après les événements de Captain America: Civil War. Florence Kasumba, Andy Serkis, Martin Freeman et John Kani reprennent leurs rôles d' Ayo, Ulysses Klaue, Everett K. Ross et T'Chaka respectivement des films MCU précédents.
La scène post-générique du film présente une apparition en caméo de Sebastian Stan, reprenant son rôle de Bucky Barnes.

### Avengers: Infinity War(2018)
Pour plus de détails, voir Fiche technique et Distribution.
Les Avengers s'associent aux Gardiens de la Galaxie pour tenter d'empêcher Thanos de collecter toutes les 6 pierres d'infinitées.
Le film a été annoncé en octobre 2014 sous le titre Avengers: Infinity War – Part 1 . En avril 2015, Marvel a annoncé qu'Anthony et Joe Russo réaliseraient le film et en mai, que Christopher Markus et Stephen McFeely écriraient le scénario,. En juillet 2016, Marvel a révélé que le titre serait simplement abrégé en Avengers: Infinity War. Josh Brolin reprend son rôle de Thanos, et fait partie d'une distribution d'ensemble comprenant de nombreux acteurs qui sont apparus dans d'autres films MCU. Le tournage d' Infinity War a commencé en janvier 2017 à Atlanta, et a duré jusqu'en juillet 2017. Des tournages supplémentaires ont également eu lieu en Écosse. Avengers: Infinity War a été créée à Los Angeles le 23 avril 2018. Il est sorti dans le monde entier le 27 avril 2018, avec quelques débuts dès le 25 avril dans une poignée de pays.
Le film se déroule deux ans après les événements de Captain America: Civil War . Marvel avait planté les graines d'Infinity War depuis leurs premiers films, en présentant les 6 pierres d'infinitées comme MacGuffins : le Tesseract / Space Stone dans Captain America: First Avenger en 2011, Loki's Scepter / Mind Stone dans The Avengers, l'Aether / Reality Stone dans Thor: The Dark World, l'Orb / Power Stone dans Guardians of the Galaxy et l'Œil d'Agamotto / Time Stone dans Doctor Strange . De plus, Thanos est montré tenant un Infinity Gauntlet vide dans Avengers : L'Ère d'Ultron. Le Crâne rouge de Captain America: First Avenger apparaît dans le film, interprété par Ross Marquand au lieu de Hugo Weaving, et est le gardien de la dernière pierre d'infinité, la pierre de l'âme. La scène post-crédits présente Nick Fury transmettant un signal de détresse sur un appareil portant l'insigne de Captain Marvel.

### Ant-Man et la Guêpe(2018)
Pour plus de détails, voir Fiche technique et Distribution.

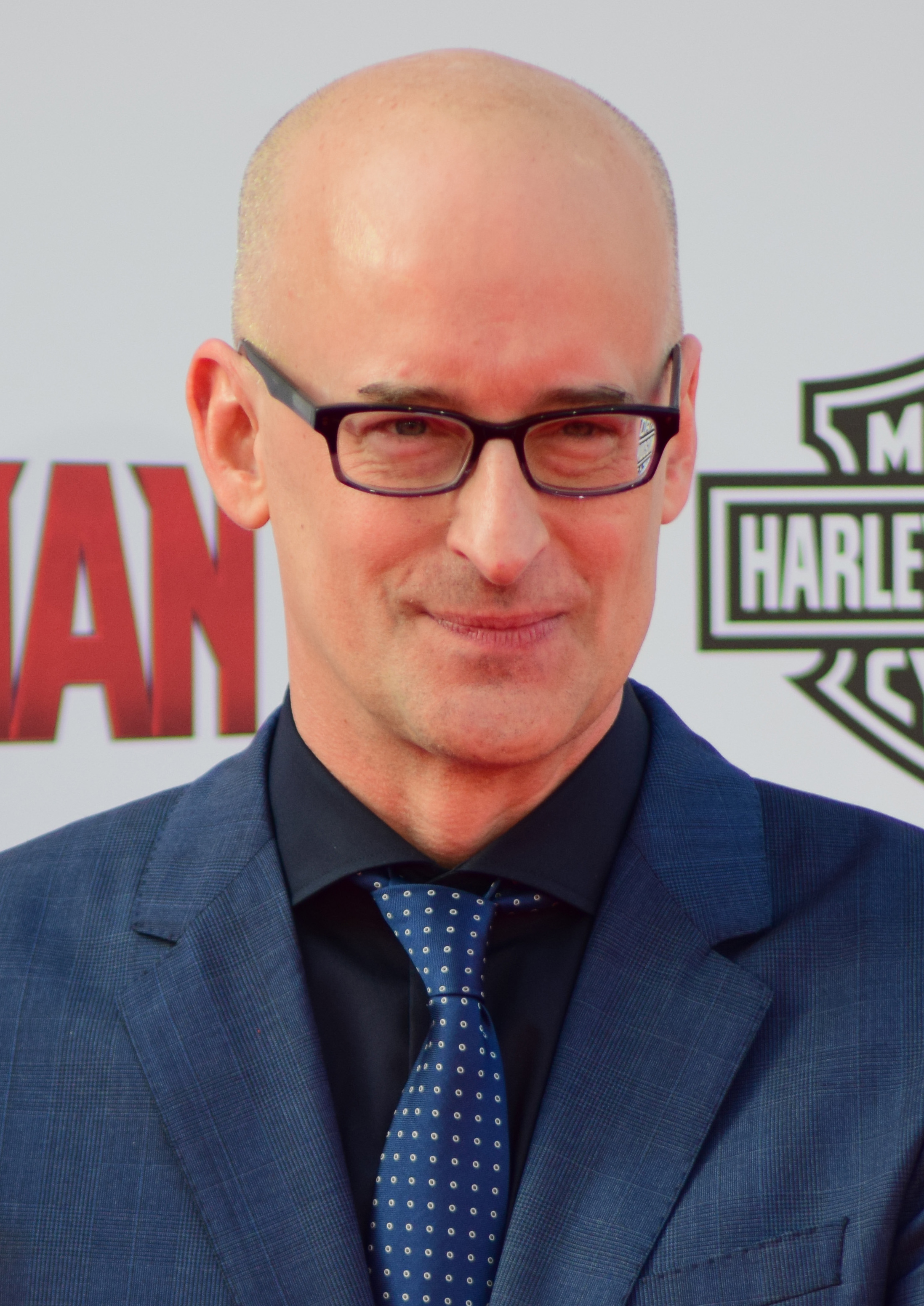
Peyton Reed, réalisateur d' Ant-Man et Ant-Man et la Guêpe

Scott Lang essaie d'équilibrer sa vie familiale avec ses responsabilités en tant qu'Ant-Man, lorsque Hope van Dyne et Hank Pym lui présentent une nouvelle mission, l'obligeant à faire équipe avec Van Dyne en tant que Guêpe.
Ant-Man and the Wasp a été annoncé en octobre 2015. Peyton Reed a confirmé qu'il reviendrait à la réalisation en novembre 2015 et que Paul Rudd et Evangeline Lilly reprendraient leurs rôles de Scott Lang / Ant-Man et Hope van Dyne / La guêpe, respectivement. En décembre 2015, Andrew Barrer, Gabriel Ferrari et Rudd ont été confirmés pour écrire le scénario, avec Chris McKenna et Erik Sommers révélés avoir également contribué au scénario en août 2017. En février 2017, Michael Douglas a confirmé qu'il reprendrait son rôle de Hank Pym dans le film. Michelle Pfeiffer a été révélée comme ayant été choisie pour Janet van Dyne en juillet 2017. Le tournage a commencé en août 2017 à Atlanta avec un tournage supplémentaire à San Francisco, et s'est terminé en novembre 2017. Stephen Broussard a également été producteur du film. Ant-Man et la Guêpe a eu sa première à Hollywood le 25 juin 2018, et est sorti aux États-Unis le 6 juillet 2018.
Le film se déroule deux ans après les événements de Captain America: Civil War et avant les événements d'Avengers: Infinity War . Dans la scène de mi-crédits, Hope van Dyne, Hank Pym et Janet van Dyne sont désintégrés à la suite des événements d'Avengers: Infinity War .

### Captain Marvel(2019)
Pour plus de détails, voir Fiche technique et Distribution.
Carol Danvers devient Captain Marvel, l'un des héros les plus puissants de la galaxie, après que la Terre se soit retrouvée au centre d'un conflit intergalactique entre deux mondes extraterrestres.
En mai 2013, The Hollywood Reporter a rapporté que Marvel avait un script de travail pour Mme Marvel . En octobre 2014, Marvel a annoncé que le film s'intitulerait Captain Marvel et mettrait en vedette Carol Danvers. En avril 2015, Nicole Perlman et Meg LeFauve ont été annoncées comme scénaristes. Au San Diego Comic-Con 2016, Brie Larson a été confirmée pour jouer le rôle de Carol Danvers.
En avril 2017, Anna Boden et Ryan Fleck ont été embauchés pour diriger. En août, il a été révélé que Geneva Robertson-Dworet prenait la relève en tant que scénariste du film, remplaçant Perlman et LeFauve. Boden, Fleck et Robertson-Dworet ont reçu les derniers crédits du scénario du film. Le tournage en extérieur a eu lieu en janvier 2018, tandis que la photographie principale a commencé en mars à Los Angeles et s'est terminée en juillet. Le film est sorti le 8 mars 2019.
Le film se déroule en 1995. Samuel L. Jackson, Djimon Hounsou, Lee Pace et Clark Gregg reprennent leurs rôles de Nick Fury, Korath, Ronan l'Accusateur et Phil Coulson, respectivement, tandis que l'espèce Skrull est introduite dans le MCU.
Les frères Russo ont filmé la scène de mi-crédits, qui était censée se dérouler hors écran avant les premières scènes d'Avengers: Endgame, et met en vedette Chris Evans en Steve Rogers, Scarlett Johansson en Natasha Romanoff, Don Cheadle en James Rhodes et Mark Ruffalo dans le rôle de Bruce Banner. La scène post-générique montre Goose régurgitant le Tesseract sur le bureau de Fury après l'avoir avalé pendant le troisième acte du film.

### Avengers: Endgame(2019)
Pour plus de détails, voir Fiche technique et Distribution.
Après que la moitié de la vie dans l'univers ait été tuée à cause des actions de Thanos dans Avengers: Infinity War, les Avengers restants et leurs alliés doivent se rassembler pour annuler ces actions dans une position finale.
Le film a été annoncé en octobre 2014 sous le titre Avengers: Infinity War – Part 2 .
En avril 2015, il a été révélé qu'Anthony et Joe Russo réaliseraient le film et en mai, que Christopher Markus et Stephen McFeely écriraient le scénario,.
En juillet 2016, Marvel a révélé que le titre serait modifié, étant simplement connu à l'époque sous le nom de film Untitled Avengers. Son titre a été révélé sous le nom de Avengers: Endgame en décembre 2018. Brolin reprend son rôle de Thanos, et fait partie d'une distribution d'ensemble mettant en vedette de nombreux acteurs qui sont apparus dans d'autres films MCU.
Le tournage a commencé en août 2017 à Atlanta, et s'est terminé en janvier 2018. Le film est sorti le 26 avril 2019.
Le film débute trois semaines après les événements d'Infinity War, avant de faire un bond en avant de cinq ans.
Il n'a pas de scène post-crédits, mais présente le son d'un costume d'Iron Man martelé à la fin du générique comme un rappel du premier film MCU, et une bande-annonce pour Spider-Man: Far From Home a été joué après le générique de certaines projections du film une semaine après la sortie du film.
Avenger: Endgame est destiné à marquer les dernières apparitions de Robert Downey Jr. en tant que Tony Stark et Chris Evans en tant que Steve Rogers.

### Spider-Man: Far From Home(2019)
Pour plus de détails, voir Fiche technique et Distribution.

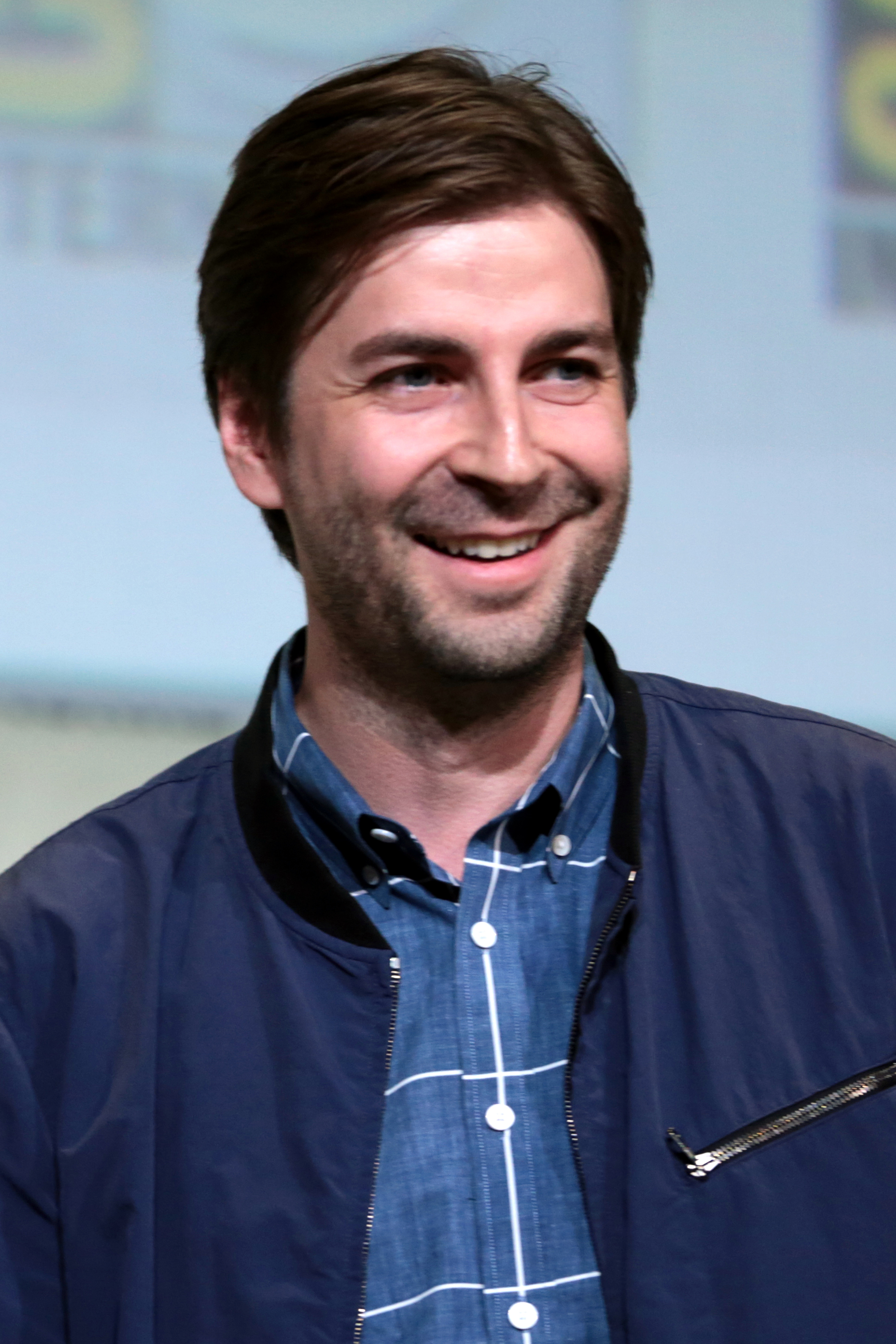
Jon Watts, réalisateur de Spider-Man : Homecoming et Spider-Man : Far From Home

Peter Parker part en voyage scolaire en Europe avec ses amis. À l'étranger, il est recruté par Nick Fury pour faire équipe avec Quentin Beck pour combattre les Elémentaux.
En décembre 2016, Sony Pictures a prévu une suite à Spider-Man: Homecoming pour une sortie le 5 juillet 2019. Un an plus tard, il a été confirmé que Watts reviendrait pour diriger le film. Chris McKenna et Erik Sommers, deux des scénaristes du premier film, sont revenus pour écrire le scénario. Holland a révélé le titre du film en tant que Spider-Man: Far From Home fin juin 2018. Le tournage a commencé en juillet 2018, en Angleterre, avec un tournage également en République tchèque, à Venise, et à New York. et a duré jusqu'en octobre 2018. On pensait que le film serait le premier film de la quatrième phase jusqu'en avril 2019, lorsque Feige a déclaré publiquement pour la première fois Far From Home servirait de dernier film de la phase trois. Il a ajouté plus tard que ce serait aussi la conclusion de The Infinity Saga (La Saga de l'Infini en français). Spider-Man: Far From Home a eu sa première à Hollywood le 26 juin 2019 et est sorti aux États-Unis le 2 juillet 2019.
Le film se déroule huit mois après Avengers: Endgame. Jackson et Cobie Smulders reprennent leurs rôles de Nick Fury et Maria Hill, respectivement, des précédents films MCU. La scène de mi-crédits présente J. K. Simmons reprenant son rôle de J. Jonah Jameson, après avoir précédemment décrit une incarnation différente du personnage dans la trilogie de films Spider-Man de Sam Raimi. La scène post-crédits présente Ben Mendelsohn dans le rôle de Talos et Sharon Blynn dans le rôle de Soren, reprenant leurs rôles de Captain Marvel.

## Courts-métrages
| Titre français       | Titre original     | Réalisation(s) | Scénariste(s) | Présent sur ...            | Date de sortie   |
| -------------------- | ------------------ | -------------- | ------------- | -------------------------- | ---------------- |
| Team Thor            | Team Thor          | Taika Waititi  | Taika Waititi | Captain America: Civil War | 10 juillet 2014  |
| Team Thor : Partie 2 | Team Thor: Part 2  | Taika Waititi  | Taika Waititi | Doctor Strange             | 10 mai 2017      |
| Team Darryl          | Team Darryl        | Taika Waititi  | Taika Waititi | Thor: Ragnarok             | 10 novembre 2018 |
| Peter's To-Do List   | Peter's To-Do List | Jon Watts      | Jon Watts     | Spider-Man: Far From Home  | 7 mai 2019       |

### Team Thor(2016)
Après avoir sauvé la Terre avec les Avengers, Thor fait une courte pause en Australie où il vit avec un employé de bureau local, Darryl Jacobson. Il est alors interviewé par une équipe de tournage et parle de sa vie quotidienne en Australie. Thor est vu visitant une classe de maternelle, tentant d'envoyer des emails avec l'aide de Darryl à Tony Stark et Steve Rogers concernant leur conflit, et révélant son conseil d'enquête concernant les liens entre les Pierres d'infinité, les Avengers, Nick Fury, et Thanos. Plus tard, Thor rencontre Bruce Banner dans un café au sujet du fait qu'il n'a pas été contacté par Stark et Rogers. Banner reçoit un appel téléphonique de Stark, qui ne semble pas vouloir tendre la main ou parler à Thor. Thor décide alors de fonder sa propre équipe, la Team Thor, avec Darryl et lui.

### Team Thor: Partie 2(2017)
Dans la continuité du premier mockumentary, Thor et son colocataire Darryl discutent de leurs responsabilités domestiques dans leur appartement, Darryl étant chargé de la plupart des tâches ménagères. Darryl déclare alors que Thor est une personne gentille mais déconnectée du temps, et devient frustré par les tentatives de Thor de payer le loyer avec la monnaie d'Asgard. Il suggère à Thor de chercher un emploi, ce dont Thor se moque et contrebalance en suggérant qu'ils prennent un domestique. Des images supplémentaires de la visite de Thor dans la classe de maternelle sont montrées. L'interview se termine sur le sentiment de Thor qu'il n'a besoin de personne d'autre dans sa vie que Darryl, et il suggère à Darryl de se procurer une tenue de super-héros.

### Team Darryl(2018)
Après que Thor ait quitté l'appartement de Darryl, ce dernier déménage à Los Angeles et devient colocataire du Grand Maitres, la seule personne à avoir répondu à ses annonces. Le Grand Maître pense que Darryl serait un bon assistant de remplacement et plusieurs séquences sont montrées où Darryl effectue des tâches subalternes pour le Grand Maître, comme sortir les poubelles et le conduire en voiture. Darryl poursuit en décrivant comment le grand maître semble être une bonne personne, mais qu'il a du mal à comprendre l'espace personnel de Darryl et qu'il a ses propres problèmes de colère. Le Grand Maître déclare qu'il s'est habitué à la Terre et qu'il a l'intention de s'en emparer, avec Darryl à ses côtés. Il crée une vidéo expliquant son plan et la diffuse sur Internet. Cependant, après n'avoir reçu aucune audience, il prévoit de faire de la publicité pour la première vidéo en publiant une seconde vidéo avec un invité musical. Il engage les amis de Darryl pour l'aider, mais fait fondre l'un d'entre eux lorsque ses attentes ne sont pas satisfaites. Darryl avoue qu'il ne sait pas si le Grand Maître veut aussi le faire fondre, et admet que Thor lui manque en tant que colocataire.

## Web-séries
| Séries            | Saisons | Scénaristes              | Showrunners              | Nombre d'épisodes | Diffusion originale                            |
| ----------------- | ------- | ------------------------ | ------------------------ | ----------------- | ---------------------------------------------- |
| WHIH Newsfront    | 2       | Jonathan Danforth-Appell | Jonathan Danforth-Appell | 5                 | 22 avril 2016 – 3 mai 2016 sur YouTube         |
| TheDailyBugle.net | 1       | Jon Watts                | Jon Watts                | 6                 | 23 octobre 2019 – 20 novembre 2019 sur YouTube |

### WHIH Newsfront (2016)
Christine Everhart et Will Adams discutent de la supervision des Avengers, de la responsabilité des dommages qu'ils causent, de la position du président Matthew Ellis sur les Avengers et de la nomination de Thaddeus Ross comme Secrétaire d'État, ainsi que de l'attaque de Lagos.

### TheDailyBugle.net (2019)
TheDailyBugle.net diffuse une vidéo éditée par Mystério qui accuse Spider-Man de son meurtre et de l'attaque de Londres. Le site présente également des images de l'attaque du Tower Bridge filmées par Flash Thompson, un influenceur des réseaux sociaux. J. Jonah Jameson, l'animateur du site, dénonce Spider-Man comme un imposteur et célèbre Mystério comme un héros. Il dévoile ensuite l'identité secrète de Spider-Man, Peter Parker, et le présente comme un criminel dangereux. Le site rapporte également la réouverture de Coney Island et la demande de remboursement faite par le Premier ministre britannique au gouvernement américain après l'attaque du Tower Bridge attribuée à Spider-Man.

## Chronologie
Pour la phase trois, les réalisateurs des frères Russo voulaient continuer à utiliser le temps réel, comme ce fut le cas avec la phase deux, et donc Captain America: Civil War commence un an après Avenger : L'Ère d'Ultron, avec Avengers: Infinity War se déroulant deux ans après. cette. Cependant, le producteur Brad Winderbaum a déclaré que les films de la troisième phase « seraient en fait les uns sur les autres » tout en étant moins « imbriqués » que les films de la phase une, avec Black Panther et Spider-Man: Homecoming commençant respectivement une semaine et deux mois après Captain America: Civil War ; Thor : Ragnarok commençant quatre ans après Le Monde des Ténèbres et deux ans après Avengers : L'Ère d'Ultron, qui se déroule à peu près au même moment que Captain America: Civil War et Spiderman: Homecoming ; Doctor Strange se déroule sur une année entière et se termine « à jour avec le reste du MCU » ; Ant-Man et la Guêpe se déroule également deux ans après Captain America: Civil War et peu avant Infinity War ;  et les Gardiens de la Galaxie et sa suite Vol. 2 étant explicitement fixé en 2014, qui, selon Feige, créerait un écart de quatre ans entre le Vol. 2 et Avengers: Infinity War, bien que les autres films MCU jusqu'à présent ne précisent pas les années à l'écran.
Lors du développement de Spider-Man: Homecoming, le réalisateur et co-scénariste Jon Watts a vu un parchemin détaillant la chronologie du MCU créée par le coproducteur Eric Carroll lorsqu'il a commencé à travailler pour Marvel Studios. Watts a déclaré que le rouleau incluait à la fois où la continuité des films s'alignait et ne s'alignait pas, et lorsqu'il était complètement déployé, il s'étendait au-delà de la longueur d'une longue table de conférence. Ce parchemin a servi de base pour tisser la continuité de Spiderman: Homecoming dans les films précédents, comme Avengers. Cela a été étiqueté dans le film avec une carte de titre indiquant que huit ans s'écoulent entre la fin de Avengers et les événements de Civil War, qui a été largement critiqué comme une erreur de continuité qui a brisé la chronologie établie du MCU, dans laquelle seulement quatre ans auraient dû passé. De plus, le dialogue dans Civil War indique que huit ans s'écoulent entre la fin d'Iron Man et les événements de ce film, bien que la continuité établie soit plus proche de cinq ou six ans. Le co-directeur d'Avengers: Infinity War, Joe Russo, a décrit le saut dans le temps de huit ans de Spiderman: Homecoming comme « très incorrect », et l'erreur a été ignorée dans Infinity War qui précisait que ses événements se déroulaient seulement six ans après Avengers. La réponse du public à l'erreur Spider-Man: Homecoming a inspiré Marvel Studios à publier un nouveau calendrier pour les trois phases.
Cette chronologie ne prend pas en compte le film Captain Marvel qui se déroule de 1995 à 1997. Le film Les Gardiens de la Galaxie Vol. 2 se situe dans cette chronologie mais se déroule en même que la phase 2 de l’univers cinématographique Marvel à la suite du film Les Gardiens de la Galaxie. La phase 3 ne commence qu'en 2016 avec Captain America: Civil War et Doctor Strange.

## Distribution et personnages récurrents
- Une cellule grise indique que le personnage n'était pas dans le film.
- Un C indique un rôle de caméo non crédité.
- Un V indique un rôle uniquement vocal.

| Personnages                                    | Captain America: Civil War (2016) | Doctor Strange (2016) | Les Gardiens de la Galaxie Vol. 2 (2017) | Spider-Man: Homecoming (2017) | Thor: Ragnarok (2017) | Black Panther (2018) | Avengers: Infinity War (2018) | Ant-Man et la Guêpe (2018) | Captain Marvel (2019) | Avengers: Endgame (2019) | Spider-Man: Far From Home (2019) |
| ---------------------------------------------- | --------------------------------- | --------------------- | ---------------------------------------- | ----------------------------- | --------------------- | -------------------- | ----------------------------- | -------------------------- | --------------------- | ------------------------ | -------------------------------- |
| L'ancien                                       |                                   | Tilda Swinton         |                                          |                               |                       |                      |                               |                            |                       | Tilda Swinton            |                                  |
| Bruce Banner Hulk                              |                                   |                       |                                          |                               | Mark Ruffalo          |                      | Mark Ruffalo                  |                            | Mark RuffaloC         | Mark Ruffalo             |                                  |
| James "Bucky" Barnes Winter Soldier White Wolf | Sebastian Stan                    |                       |                                          |                               |                       | Sebastian StanC      | Sebastian Stan                |                            |                       | Sebastian Stan           |                                  |
| Clint Barton Hawkeye Ronin                     | Jeremy Renner                     |                       |                                          |                               |                       |                      |                               |                            |                       | Jeremy Renner            |                                  |
| Carol Danvers Captain Marvel                   |                                   |                       |                                          |                               |                       |                      |                               |                            | Brie Larson           | Brie Larson              |                                  |
| Drax le Destructeur                            |                                   |                       | David Bautista                           |                               |                       |                      | David Bautista                |                            |                       | David Bautista           |                                  |
| Nick Fury                                      |                                   |                       |                                          |                               |                       |                      | Samuel L. JacksonC            |                            | Samuel L. Jackson     | Samuel L. Jackson        | Samuel L. Jackson                |
| Gamora                                         |                                   |                       | Zoe Saldana                              |                               |                       |                      | Zoe Saldana                   |                            |                       | Zoe Saldana              |                                  |
| Groot                                          |                                   |                       | Vin DieselV                              |                               |                       |                      | Vin DieselV                   |                            |                       | Vin DieselV              |                                  |
| Heimdall                                       |                                   |                       |                                          |                               | Idris Elba            |                      | Idris Elba                    |                            |                       |                          |                                  |
| Maria Hill                                     |                                   |                       |                                          |                               |                       |                      | Cobie SmuldersC               |                            |                       | Cobie Smulders           | Cobie Smulders                   |
| Harold "Happy" Hogan                           |                                   |                       |                                          | Jon Favreau                   |                       |                      |                               |                            |                       | Jon Favreau              | Jon Favreau                      |
| Roger Harrington                               |                                   |                       |                                          | Martin Starr                  |                       |                      |                               |                            |                       |                          | Martin Starr                     |
| Michelle "MJ"                                  |                                   |                       |                                          | Zendaya                       |                       |                      |                               |                            |                       |                          | Zendaya                          |
| Kraglin                                        |                                   |                       | Sean Gunn                                |                               |                       |                      |                               |                            |                       | Sean Gunn                |                                  |
| Cassie Lang                                    |                                   |                       |                                          |                               |                       |                      |                               | Abby Ryder Fortson         |                       | Emma Fuhrmann            |                                  |
| Scott Lang Ant-Man                             | Paul Rudd                         |                       |                                          |                               |                       |                      |                               | Paul Rudd                  |                       | Paul Rudd                |                                  |
| Ned Leeds                                      |                                   |                       |                                          | Jacob Batalon                 |                       |                      | Jacob Batalon                 |                            |                       | Jacob Batalon            | Jacob Batalon                    |
| Loki                                           |                                   |                       |                                          |                               | Tom Hiddleston        |                      | Tom Hiddleston                |                            |                       | Tom Hiddleston           |                                  |
| Mantis                                         |                                   |                       | Pom Klementieff                          |                               |                       |                      | Pom Klementieff               |                            |                       | Pom Klementieff          |                                  |
| Wanda Maximoff Scarlet Witch                   | Elizabeth Olsen                   |                       |                                          |                               |                       |                      | Elizabeth Olsen               |                            |                       | Elizabeth Olsen          |                                  |
| M'Baku                                         |                                   |                       |                                          |                               |                       | Winston Duke         | Winston Duke                  |                            |                       | Winston Duke             |                                  |
| Nebula                                         |                                   |                       | Karen Gillan                             |                               |                       |                      | Karen Gillan                  |                            |                       | Karen Gillan             |                                  |
| Okoye                                          |                                   |                       |                                          |                               |                       | Danai Gurira         | Danai Gurira                  |                            |                       | Danai Gurira             |                                  |
| May Parker                                     | Marisa Tomei                      |                       |                                          | Marisa Tomei                  |                       |                      |                               |                            |                       | Marisa Tomei             | Marisa Tomei                     |
| Peter Parker Spider-Man                        | Tom Holland                       |                       |                                          | Tom Holland                   |                       |                      | Tom Holland                   |                            |                       | Tom Holland              | Tom Holland                      |
| Virginia "Pepper" Potts                        |                                   |                       |                                          | Gwyneth Paltrow               |                       |                      | Gwyneth Paltrow               |                            |                       | Gwyneth Paltrow          |                                  |
| Hank Pym                                       |                                   |                       |                                          |                               |                       |                      |                               | Michael Douglas            |                       | Michael Douglas          |                                  |
| Peter Quill Star-Lord                          |                                   |                       | Chris Pratt                              |                               |                       |                      | Chris Pratt                   |                            |                       | Chris Pratt              |                                  |
| Ramonda                                        |                                   |                       |                                          |                               |                       | Angela Bassett       |                               |                            |                       | Angela Bassett           |                                  |
| James "Rhodey" Rhodes War Machine              | Don Cheadle                       |                       |                                          |                               |                       |                      | Don Cheadle                   |                            | Don CheadleC          | Don Cheadle              |                                  |
| Rocket                                         |                                   |                       | Bradley CooperV                          |                               |                       |                      | Bradley CooperV               |                            |                       | Bradley CooperV          |                                  |
| Steve Rogers Captain America                   | Chris Evans                       |                       |                                          | Chris Evans                   |                       |                      | Chris Evans                   |                            | Chris EvansC          | Chris Evans              |                                  |
| Natasha Romanoff Black Widow                   | Scarlett Johansson                |                       |                                          |                               |                       |                      | Scarlett Johansson            |                            | Scarlett JohanssonC   | Scarlett Johansson       |                                  |
| Everett K. Ross                                | Martin Freeman                    |                       |                                          |                               |                       | Martin Freeman       |                               |                            |                       |                          |                                  |
| Thaddeus "Thunderbolt" Ross                    | William Hurt                      |                       |                                          |                               |                       |                      | William Hurt                  |                            |                       | William Hurt             |                                  |
| Brock Rumlow Crossbones                        | Frank Grillo                      |                       |                                          |                               |                       |                      |                               |                            |                       | Frank Grillo             |                                  |
| Shuri                                          |                                   |                       |                                          |                               |                       | Letitia Wright       | Letitia Wright                |                            |                       | Letitia Wright           |                                  |
| Tony Stark Iron Man                            | Robert Downey Jr.                 |                       |                                          | Robert Downey Jr.             |                       |                      | Robert Downey Jr.             |                            |                       | Robert Downey Jr.        |                                  |
| Talos                                          |                                   |                       |                                          |                               |                       |                      |                               |                            | Ben Mendelsohn        |                          | Ben MendelsohnC                  |
| Thanos                                         |                                   |                       |                                          |                               |                       |                      | Josh Brolin                   |                            |                       | Josh Brolin              |                                  |
| Stephen Strange Docteur Strange                |                                   | Benedict Cumberbatch  |                                          |                               | Benedict Cumberbatch  |                      | Benedict Cumberbatch          |                            |                       | Benedict Cumberbatch     |                                  |
| T'Challa Black Panther                         | Chadwick Boseman                  |                       |                                          |                               |                       | Chadwick Boseman     | Chadwick Boseman              |                            |                       | Chadwick Boseman         |                                  |
| Thor                                           |                                   | Chris HemsworthC      |                                          |                               | Chris Hemsworth       |                      | Chris Hemsworth               |                            |                       | Chris Hemsworth          |                                  |
| Hope van Dyn Wasp                              |                                   |                       |                                          |                               |                       |                      |                               | Evangeline Lilly           |                       | Evangeline Lilly         |                                  |
| Janet van Dyne                                 |                                   |                       |                                          |                               |                       |                      |                               | Michelle Pfeiffer          |                       | Michelle Pfeiffer        |                                  |
| Valkyrie                                       |                                   |                       |                                          |                               | Tessa Thompson        |                      |                               |                            |                       | Tessa Thompson           |                                  |
| Vision                                         | Paul Bettany                      |                       |                                          |                               |                       |                      | Paul Bettany                  |                            |                       |                          |                                  |
| Sam Wilson Falcon                              | Anthony Mackie                    |                       |                                          |                               |                       |                      | Anthony Mackie                |                            |                       | Anthony Mackie           |                                  |
| Wong                                           |                                   | Benedict Wong         |                                          |                               |                       |                      | Benedict Wong                 |                            |                       | Benedict Wong            |                                  |

## Musique

### Bandes originales de films
| Titre                                                   | Date de sortie aux États-Unis | Longueur | Compositeur(s)    | Étiqueter                      |
| ------------------------------------------------------- | ----------------------------- | -------- | ----------------- | ------------------------------ |
| Captain America: Civil War (Bande originale du film)    | 6 mai 2016                    | 1:09:09  | Henry Jackman     | Hollywood Records Marvel Music |
| Doctor Strange (Bande originale du film)                | 21 octobre 2016               | 1:06:28  | Michael Giacchino | Hollywood Records Marvel Music |
| Les Gardiens de la Galaxie Vol. 2 (partition originale) | 27 avril 2017                 | 0:43:34  | Tyler Bates       | Hollywood Records Marvel Music |
| Spider-Man: Homecoming (Bande originale du film)        | 7 juillet 2017                | 1:06:40  | Michael Giacchino | Sony Music Masterworks         |
| Thor: Ragnarok (Bande originale du film)                | 20 octobre 2017               | 1:12:52  | Mark Mothersbaugh | Hollywood Records Marvel Music |
| Black Panther: The Album                                | 16 février 2018               | 1:35:07  | Ludwig Göransson  | Hollywood Records Marvel Music |
| Avengers: Infinity War (Bande originale du film)        | 17 avril 2018                 | 1:11:36  | Alan Silvestri    | Hollywood Records Marvel Music |
| Ant-Man et la Guêpe (Bande originale du film)           | 6 juillet 2018                | 0:56:13  | Christophe Beck   | Hollywood Records Marvel Music |
| Captain Marvel (Bande originale du film)                | 8 mars 2019                   | 1:07:28  | Pinar Toprak      | Hollywood Records Marvel Music |
| Avengers: Endgame (Bande originale du film)             | 26 avril 2019                 | 1:56:00  | Alan Silvestri    | Hollywood Records Marvel Music |
| Spider-Man: Far From Home (Bande originale du film)     | 2 juillet 2019                | 1:19:43  | Michael Giacchino | Sony Music Masterworks         |

### Albums de compilation
| Titre                                                                              | Date de sortie aux États-Unis | Longueur | Étiqueter                                                         |
| ---------------------------------------------------------------------------------- | ----------------------------- | -------- | ----------------------------------------------------------------- |
| Les Gardiens de la Galaxie Vol. 2: Mélange génial Vol. 2 (Bande originale du film) | 21 avril 2017                 | 51:59    | Hollywood Records Music Marvel                                    |
| Black Panther: l'album                                                             | 9 février 2018                | 49:12    | Interscope Records Top Dawg Entertainment Aftermath Entertainment |

### Chanson
| Titre            | Date de sortie aux États-Unis | Longueur | Artistes)                                       | Étiqueter                                                         |
| ---------------- | ----------------------------- | -------- | ----------------------------------------------- | ----------------------------------------------------------------- |
| Gardiens Inferno | 21 avril 2017                 | 3:19     | Les Sneepers et David Hasselhoff                | Hollywood Records Music Marvel                                    |
| All the Stars    | 4 janvier 2018                | 3:56     | Kendrick Lamar et SZA                           | Interscope Records Top Dawg Entertainment Aftermath Entertainment |
| King's Dead      | 11 janvier 2018               | 3:50     | Jay Rock, Kendrick Lamar, Future et James Blake | Interscope Records Top Dawg Entertainment Aftermath Entertainment |
| Pray for Me      | 2 février 2018                | 3:31     | Kendrick Lamar et The Weeknd                    | Interscope Records Top Dawg Entertainment Aftermath Entertainment |

## Médias domestiques
| Films                             | Sortie DVD/Blu-ray |
| --------------------------------- | ------------------ |
| Captain America: Civil War        | 13 septembre 2016  |
| Doctor Strange                    | 28 février 2017    |
| Les Gardiens de la Galaxie Vol. 2 | 22 août 2017       |
| Spider-Man: Homecoming            | 17 octobre 2017    |
| Thor : Ragnarok                   | 6 mars 2018        |
| Black Panther                     | 15 mai 2018        |
| Avengers: Infinity War            | 14 août 2018       |
| Ant-Man et la Guêpe               | 16 octobre 2018    |
| Captain Marvel                    | 11 juin 2019       |
| Avengers: Endgame                 | 13 août 2019       |
| Spider-Man: Far From Home         | 1er octobre 2019   |

## Accueil

### Performances au box-office
Les films du MCU sont la franchise cinématographique la plus rentable de tous les temps dans le monde, à la fois non ajustée et ajustée à l'inflation, ayant rapporté plus de 22,5 milliards de dollars au box-office mondial, la phase trois représentant 13,5 milliards de dollars du total. La phase trois est la phase la plus rentable, faisant plus que doubler les 5,3 milliards de dollars bruts de la phase deux, avec six de ses onze films faisant plus d'un milliard de dollars au box-office mondial, dont Infinity War et Endgame, qui ont chacun rapporté plus de 2 milliards de dollars. En conséquence, Infinity War est devenu le quatrième film le plus rentable de tous les temps et Fin du jeu le film le plus rentable de tous les temps, sans tenir compte de l'inflation. Endgame a dépassé Infinity War dans les onze jours suivant sa sortie et a détrôné Avatar (2009) le 21 juillet 2019, après qu'Avatar ait détenu le titre pendant près d'une décennie, 2019 a été la première année où trois films MCU ont été réalisés au moins 1 milliard de dollars chacun, grâce à Captain Marvel, Endgame et Spider-Man: Far From Home. Ce faisant, Far From Home est devenu le premier film de Spider-Man à rapporter 1 milliard de dollars au box-office.
| Film                              | Date de sortie aux États-Unis | Box office brut      | Box office brut    | Box office brut      | Durée                | Durée                | Budget                  | Ref(s) |
| Film                              | Date de sortie aux États-Unis | États-Unis et Canada | Autres territoires | À l'échelle mondiale | États-Unis et Canada | À l'échelle mondiale | Budget                  | Ref(s) |
| --------------------------------- | ----------------------------- | -------------------- | ------------------ | -------------------- | -------------------- | -------------------- | ----------------------- | ------ |
| Captain America: Civil War        | 6 mai 2016                    | 408 084 349 $        | 745 211 944 $      | 1 153 296 293 $      | 33                   | 22                   | 230 millions $          | ,      |
| Doctor Strange                    | 4 novembre 2016               | 232 641 920 $        | 445 076 475 $      | 677 718 395 $        | 154                  | 131                  | 165 millions $          | ,      |
| Les Gardiens de la Galaxie Vol. 2 | 5 mai 2017                    | 389 813 101 $        | 473 942 950 $      | 863 756 051 $        | 41                   | 75                   | 200 millions $          | [ 23 ] |
| Spider-Man: Homecoming            | 7 juillet 2017                | 334 201 140 $        | 545 965 784 $      | 880 166 924 $        | 64                   | 68                   | 175 millions $          | [ 24 ] |
| Thor: Ragnarok                    | 3 novembre 2017               | 315 058 289 $        | 538 918 837 $      | 853 977 126 $        | 79                   | 78                   | 180 millions $          | [ 25 ] |
| Black Panther                     | 16 février 2018               | 700 426 566 $        | 646 853 595 $      | 1 347 280 161 $      | 4                    | 13                   | 200 millions $          | ,      |
| Avengers: Infinity War            | 27 avril 2018                 | 678 815 482 $        | 1 369 544 272 $    | 2 048 359 754 $      | 5                    | 5                    | 325–400 millions $      | ,      |
| Ant-Man et la Guêpe               | 6 juillet 2018                | 216 648 740 $        | 406 025 399 $      | 622 674 139 $        | 181                  | 153                  | 162 millions $          | ,      |
| Captain Marvel                    | 8 mars 2019                   | 426 829 839 $        | 701 445 424 $      | 1 128 275 263 $      | 25                   | 26                   | 150–175 millions $      | [ 32 ] |
| Avengers: Endgame                 | 26 avril 2019                 | 858 373 000 $        | 1 939 427 564 $    | 2 797 800 564 $      | 2                    | 2                    | 356–400 millions $      | [ 33 ] |
| Spider-Man: Far From Home         | 2 juillet 2019                | 390 532 085 $        | 741 395 911 $      | 1 131 927 996 $      | 40                   | 25                   | 160 millions $          | [ 34 ] |
| Total                             | Total                         | 4 951 424 511$       | 8 553 808 155$     | 13 505 232 666$      | –                    | –                    | 2,294–2,403 milliards $ |        |

### Réponse critique et publique
| Film                              | Critique        | Critique     | Publique    |
| Film                              | Rotten Tomatoes | Metacritic   | CinemaScore |
| --------------------------------- | --------------- | ------------ | ----------- |
| Captain America: Civil War        | 90% (426 avis)  | 75 (53 avis) | A           |
| Doctor Strange                    | 89% (385 avis)  | 72 (49 avis) | A           |
| Les Gardiens de la Galaxie Vol. 2 | 85% (422 avis)  | 67 (48 avis) | A           |
| Spider-Man: Homecoming            | 92% (394 avis)  | 73 (51 avis) | A           |
| Thor : Ragnarok                   | 93% (436 avis)  | 74 (51 avis) | A           |
| Black Panther                     | 96% (525 avis)  | 88 (55 avis) | A+          |
| Avengers: Infinity War            | 85% (485 avis)  | 68 (54 avis) | A           |
| Ant-Man et la Guêpe               | 87% (439 avis)  | 70 (56 avis) | A−          |
| Captain Marvel                    | 79% (543 avis)  | 64 (56 avis) | A           |
| Avengers: Endgame                 | 94% (547 avis)  | 78 (57 avis) | A+          |
| Spider-Man: Far From Home         | 90% (453 avis)  | 69 (55 avis) | A           |

En avril 2018, Josh Kurp d'Uproxx a déclaré qu'il estimait que la phase trois était la plus forte de toutes les phases de l'univers cinématographique Marvel. En juin 2018, Conner Schwerdtfeger de CinemaBlend a également estimé que la phase trois était la meilleure de Marvel, citant l'augmentation de la diversité des styles de réalisation uniques comme sa principale motivation.

## Médias liés

### Courts métrages
| Film                 | Date de sortie aux États-Unis | Date de sortie aux États-Unis | Réalisateur   | Scénariste    | Producteur  | Communiqué de presse à domicile |
| Film                 | Numérique                     | Physique                      | Réalisateur   | Scénariste    | Producteur  | Communiqué de presse à domicile |
| -------------------- | ----------------------------- | ----------------------------- | ------------- | ------------- | ----------- | ------------------------------- |
| Team Thor            | 28 Aout 2016                  | 13 Septembre 2016             | Taika Waititi | Taika Waititi | Kévin Feige | Captain America : Civil War     |
| Team Thor : Partie 2 | 14 Février 2017               | 28 février 2017               | Taika Waititi | Taika Waititi | Kévin Feige | Doctor Strange                  |
| Team Darryl          | 20 Février 2018               | 6 Mars 2018                   | Taika Waititi | Taika Waititi | Kévin Feige | Thor : Ragnarok                 |